# Désert de Gibson
Pour l’article homonyme, voir Gibson.
Localisation
Le désert de Gibson (en anglais Gibson Desert) est un désert d'Australie-Occidentale formant une écorégion terrestre définie par le WWF. Il fait partie de l'écozone australasienne et du biome des déserts et terres arbustives xériques.
Il couvre une zone de plus 155 000 km2 de collines couvertes d'herbes sèches. Il est situé au sud du Grand Désert de Sable et au nord du grand désert de Victoria. Son altitude moyenne est de 500 m. Il n'est habité que par des aborigènes qui vivent dans les régions les plus élevées. On y trouve des kangourous et des émeus. Il forme une partie du plateau de l'Australie occidentale et s'étend, entre le lac Disappointment et le lac Macdonald (en), le long du Tropique du Capricorne. Il doit son nom à l'explorateur Alfred Gibson qui mourut en essayant de le traverser en 1874 en compagnie de l'explorateur Ernest Giles.
Les précipitations dans le désert de Gibson sont faibles, de l'ordre de 200 à 250 mm par an. Les températures maximales sont généralement élevées, pouvant atteindre 40 °C en été alors qu'elles peuvent descendre jusqu'à 18 °C en hiver.
Du fait des conditions climatiques, le désert de Gibson a été peu modifié par l'Homme ; on y trouve quelques rares élevages de moutons sur la périphérie. On peut y trouver des animaux importés comme des chats, des renards, des lapins et des dromadaires. Il est surtout utilisé pour les randonnées en 4x4. 